# Nechemja (Tannait)
Rab Nechemja (auch: Nehemia) war ein jüdischer Gelehrter des Altertums, wird zu den Tannaiten der dritten Generation gezählt und wirkte um die Mitte des zweiten nachchristlichen Jahrhunderts.
Von ihm sind zahlreiche Halachot (vor allem über „rein und unrein“) und aggadische Aussagen überliefert.
Nechemja war ein Akiba-Schüler. Die Mischna erwähnt mehrere Kontroversen zwischen ihm und Jehuda ben Ilai.
Über sein Leben ist kaum etwas bekannt, nicht einmal der Name seines Vaters ist überliefert.
Nach Rabbi Jochanan ist Nechemja einer der wesentlichen Urheber der Tosefta (bab. Sanhedrin 86 a).